# Eriogonum hylophilum
Eriogonum hylophilum là một loài thực vật có hoa trong họ Rau răm. Loài này được Reveal & Brotherson mô tả khoa học đầu tiên năm 1967.